# Aaptos suberitoides
Aaptos suberitoides is een sponssoort in de taxonomische indeling van de gewone sponzen (Demospongiae). Het lichaam van de spons bestaat uit kiezelnaalden en sponginevezels, en is in staat om veel water op te nemen. 
De spons komt uit het geslacht Aaptos en behoort tot de familie Suberitidae. Aaptos suberitoides werd in 1934 voor het eerst wetenschappelijk beschreven door Brøndsted.